# Шапдеј
Шапдеј (фр. Chapdeuil) насеље је и општина у југозападној Француској у региону Аквитанија, у департману Дордоња која припада префектури Периже.
По подацима из 2011. године у општини је живело 142 становника, а густина насељености је износила 18,42 становника/km². Општина се простире на површини од 7,71 km². Налази се на средњој надморској висини од 124 метара (максималној 186 m, а минималној 115 m).

## Демографија
| 1962. | 1968. | 1975. | 1982. | 1990. | 1999. | 2011. |
| ----- | ----- | ----- | ----- | ----- | ----- | ----- |
| 154   | 162   | 139   | 133   | 124   | 111   | 142   |

График промене броја становника у току последњих година